# Histoire philatélique et postale de l'Indochine

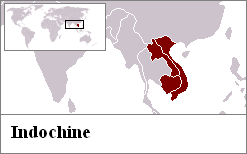
L'ex-Indochine française.

Ceci est une introduction à l'histoire postale et philatélique de l'Indochine.
Cet article regroupe l'histoire postale de trois pays actuels, Cambodge, Laos et Viêt Nam jusqu'à leur indépendance (1951).

## Vers l'union indochinoise

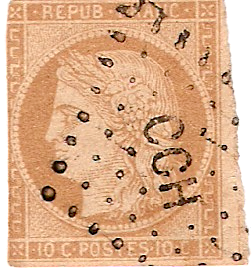
Timbre des colonies de 1871 oblitéré par le losange CCH (Cochinchine).

### Série générale des colonies
À partir de 1862, les timbres des colonies générales ont été utilisés en Indochine.
Au départ, ils étaient oblitérés par un losange de points comportant le code à 3 lettres CCH, pour Cochinchine. Ce cachet était également utilisé au Cambodge, en Annam ou au Tonkin. Seul le cachet à date sur lettre ou fragment permet de déterminer l'origine précise de l'affranchissement timbre.
On trouve également des cachets de corps d'armée :
- CCN2 pour Biên Hòa en Cochinchine ;
- CCN3 pour Mỹ Tho ;
- CCN4 pour Baria (Bà Rịa) en Cochinchine ;
- CCN5 pour Gò Công ;
- CCN6 pour Tây Ninh en Cochinchine ;
- CCN7 pour Tong-Kéou ;
- CCN8 pour Trảng Bàng.

Ensuite, (de façon épisodique à partir de 1872 et généralisée en 1876) des cachets à date ont été utilisés pour oblitérer les timbres et notamment :
- Annam : Hué, Quy Nhơn ;
- Cambodge : Phnom Penh ;
- Cochinchine : Biên Hòa, Chaudoc (Châu Đốc), Saïgon, Sóc Trăng, Vĩnh Long ;
- Tonkin : Haïphong, Hanoï.

Les cachets à date de corps d'armée ont été également utilisés pour l'oblitération des timbres (les mêmes que précédemment mais également de nouveaux comme Hanoï ou Saïgon).

### Annam-Tonkin

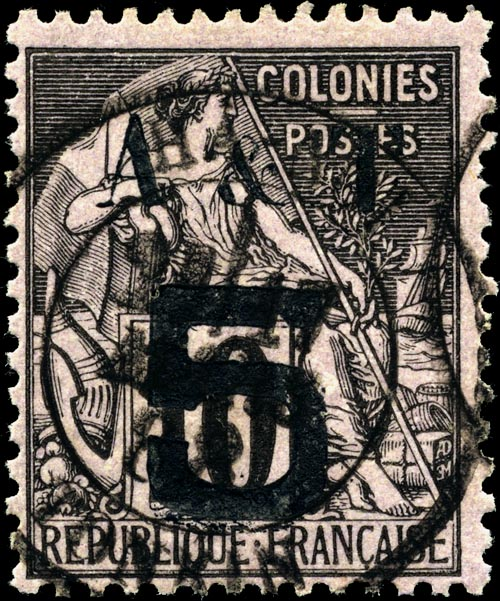
5c Annam et Tonkin oblitéré à Hanoï.

## Débuts du XXe siècle

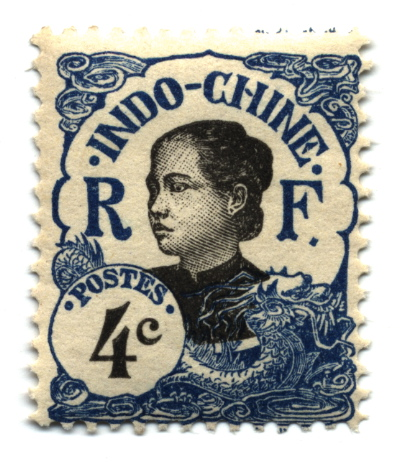
4c de la série de 1907, jeune femme annamite.